# Крапивинское городское поселение
Крапи́винское городское поселение — упразднённое муниципальное образование в Крапивинском районе Кемеровской области России. Административный центр — посёлок городского типа Крапивинский.

## История
Крапивинское городское поселение образовано 17 декабря 2004 года в соответствии с Законом Кемеровской области № 104-ОЗ. 

## Население
| 2009  | 2010  | 2011  | 2012  | 2013  | 2014  | 2015  |
| ----- | ----- | ----- | ----- | ----- | ----- | ----- |
| 7907  | ↘7453 | ↘7448 | ↗7462 | ↘7367 | ↘7319 | ↘7264 |
| 2016  | 2017  | 2018  | 2019  |       |       |       |
| ↗7275 | ↗7376 | ↘7314 | ↘7170 |       |       |       |

## Состав
| № | Населённый пункт | Тип населённого пункта      | Население |
| - | ---------------- | --------------------------- | --------- |
| 1 | Крапивинский     | пгт, административный центр | ↗7437     |
| 2 | Фомиха           | деревня                     | →1        |